# Rhaphicera
Rhaphicera är ett släkte av fjärilar. Rhaphicera ingår i familjen praktfjärilar.
Kladogram enligt Catalogue of Life:
| Rhaphicera | \| \| Rhaphicera dumicola \| \| \| \| \| \| Rhaphicera kabrua \| \| \| \| \| \| Rhaphicera mantra \| \| \| \| \| \| Rhaphicera moorei \| \| \| \| \| \| Rhaphicera satricus \| \| \| \| |
|            | \| \| Rhaphicera dumicola \| \| \| \| \| \| Rhaphicera kabrua \| \| \| \| \| \| Rhaphicera mantra \| \| \| \| \| \| Rhaphicera moorei \| \| \| \| \| \| Rhaphicera satricus \| \| \| \| |
|            | Rhaphicera dumicola |
|            | |
|            | Rhaphicera kabrua |
|            | |
|            | Rhaphicera mantra |
|            | |
|            | Rhaphicera moorei |
|            | |
|            | Rhaphicera satricus |
|            | |

## Bildgalleri

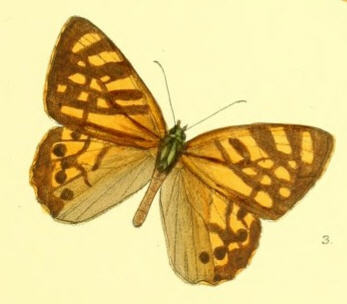
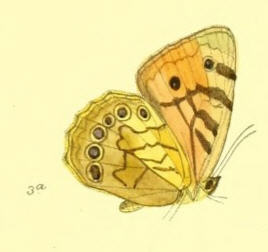
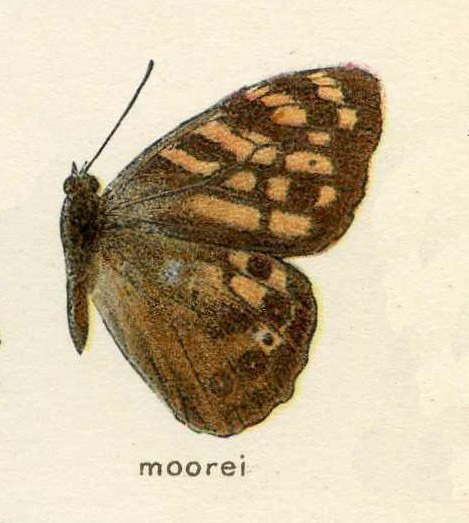
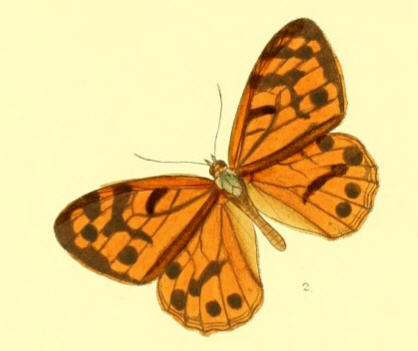
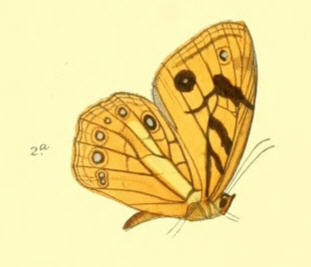